# Luftstarter
Luftstarter ist die Bezeichnung für einen mit Druckluft arbeitenden Anlasser für Strahltriebwerke an Bord von Flugzeugen. Auch ein Bodenstartgerät, welches dazu Druckluft liefern kann, wird gelegentlich so bezeichnet.

## Luftstarter (Anlasser)
Der Luftstarter besteht aus einer kleinen Turbine, die mit Druckluft mit der Zapfluft des flugzeugeigenen Hilfstriebwerks, eines bereits laufenden Triebwerkes oder aus einer externen Quelle gespeist wird. Sie arbeitet auf ein Untersetzungsgetriebe und besitzt eine Freilaufkupplung zum Verteilergetriebe des Triebwerks. Über dieses Getriebe wird der Triebwerkrotor in Drehung versetzt. Bei ca. 50 % der Nenndrehzahl des Triebwerks wird die mechanische Verbindung zum Anlasser durch die Freilaufkupplung aufgehoben, das Triebwerk kann nun allein weiter beschleunigen, nachdem die Brennkammern gezündet wurden.
Der Starter wird über ein elektropneumatisch betätigtes Klappenventil gesteuert.
Solche Anlassturbinen erreichen sehr hohe Leistungsdichten: So liefert z. B. der Starter des CF6-80-Triebwerks von General Electric (Boeing 747, Airbus A300 und A310) ungefähr 220 kW für maximal 15 Minuten und hat eine Masse von lediglich etwa 6 kg.

## Luftstartwagen
Der Luftstartwagen ist normalerweise ein Kleinlaster, auf dem eine Kleingasturbine montiert ist. In manchen Fällen wird die Vorrichtung auch auf einem Anhänger montiert. Die Kleingasturbine ist in der Lage, bis zu einem Kilogramm Zapfluft pro Sekunde abzugeben. Dabei hat die Zapfluft in der Regel einen Druck von etwa 350 kPa bei einer Temperatur von ungefähr 180 °C.
Luftstartwagen werden zum Anlassen von Flugzeugtriebwerken benötigt, wenn Flugzeuge zwar mit Luftstartern ausgerüstet sind, aber kein Hilfstriebwerk besitzen oder dieses defekt ist. In diesem Fall wird die Verbindung über eine Schnellkupplung (3"-Anschluss) hergestellt. Die verwendeten Schläuche aus glasfaserverstärktem Silikongummi sind am Luftstartwagen befestigt und müssen wegen der hohen Belastungen häufig ausgetauscht werden.